# HOGENT
HOGENT (Hogeschool Gent) is een van de 17 Vlaamse hogescholen. Ze ontstond in 1995 bij de hervorming van het hoger onderwijs in Vlaanderen uit een fusie van dertien onderwijsinstellingen. De vestigingen van de hogeschool liggen verspreid in Gent, Aalst, Melle, Lokeren en Bottelare:
- Campus Aalst
- Campus Bijloke
- Campus Grote Sikkel
- Campus Ledeganck
- Campus Lokeren
- Campus Melle
- Campus Mercator
- Campus Schoonmeersen
- Campus Vesalius
- Proefhoeve Bottelare
- Site Geraard de Duivelstraat
- Site Buchtenstraat (FTI-Lab)
- Sporthal

Er studeren intussen meer dan 17.500 studenten.

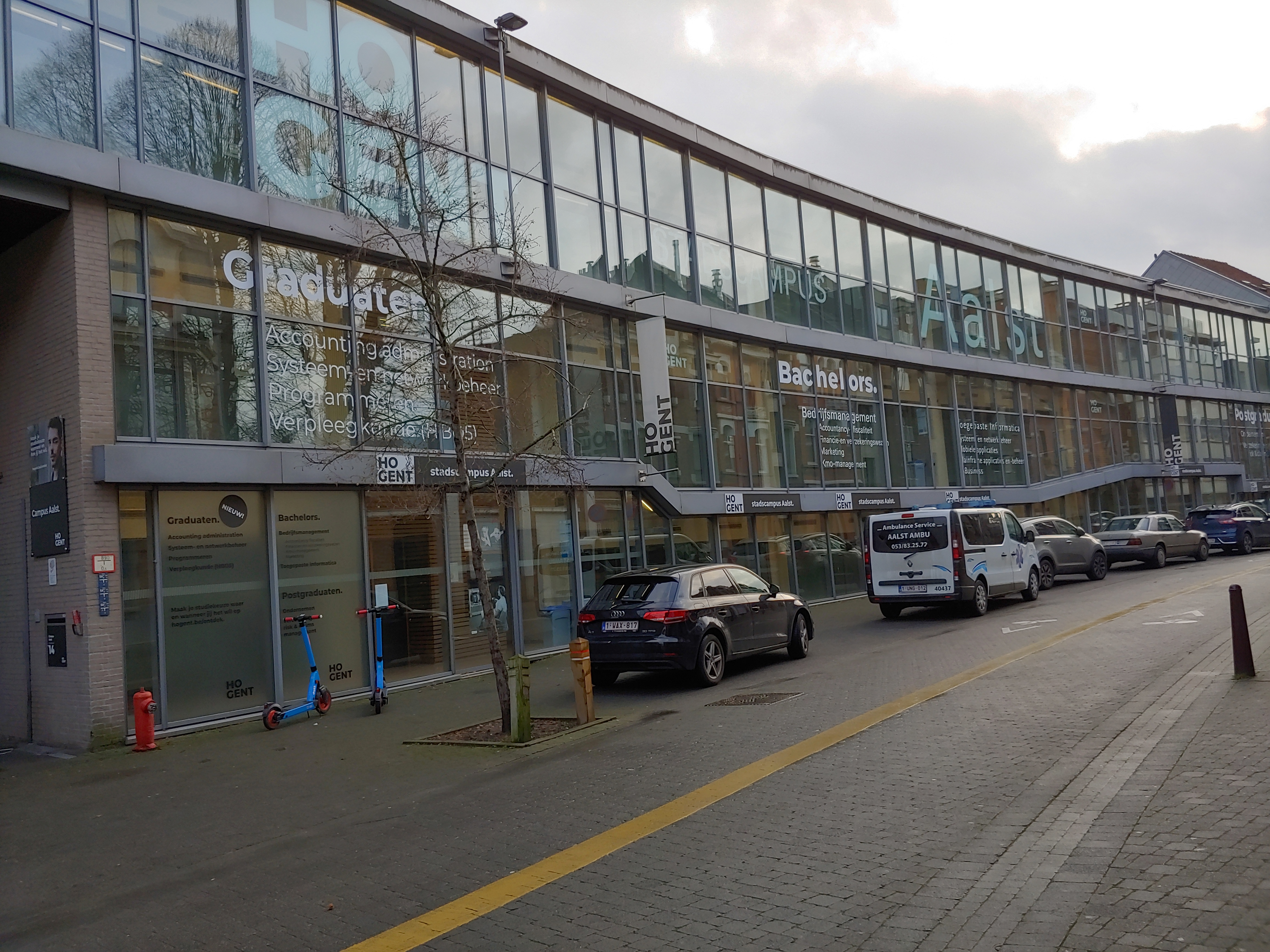
HOGENT te Aalst.

## Organisatie
De Hogeschool Gent is samengesteld uit 7 departementen:
- Departement Bedrijf en Organisatie (DBO)
- Departement Biowetenschappen en Industriële Technologie (DBT)
- Departement Gezondheidszorg (DGZ)
- Departement IT en Digitale Innovatie (DIT)
- Departement Lerarenopleiding (DLO)
- Departement Omgeving (DOG)
- Departement Sociaal-Agogisch Werk (DSA)

Daarnaast omvat HOGENT ook nog een School of Arts (KASK en Conservatorium), de graduaatsopleidingen onder de noemer GO5, een interfacultair Centrum voor Ondernemen en 12 onderzoekscentra:
- 360° Zorg en Welzijn
- AgroFoodNature
- Centre for Applied Data Science
- Duurzaam Ruimtegebruik en Mobiliteit
- eCO-CITY
- EQUALITY ResearchCollective
- FTILab+
- Futures through Design
- Health and Water Technology
- Research Centre for Learning in Diversity
- Research Centre for Sustainable Organizations
- Substance use and Psychosocial Risk Behaviours

De algemene leiding van de hogeschool wordt waargenomen door het inrichtingsorgaan, het bestuurscollege en de algemeen directeur. Elk departement wordt geleid door een departementshoofd.
De Hogeschool Gent maakt deel uit van de Associatie Universiteit Gent, kortweg AUGent.

## Studentenraad
Revolte is de huidige studentenraad van de Hogeschool Gent. Ze bestaat voornamelijk uit studentenvertegenwoordigers en participatiecoaches. Revolte representeert de stem van HOGENT-studenten tot in het bestuurscollege. Revolte bevat ook een eigen IT-Helpdesk genaamd RITA waarbij studenten met technische problemen terecht kunnen.